# Polydamas (Sohn des Panthoos)
Polydamas (altgriechisch Πολυδάμας Polydámas) ist eine Gestalt der griechischen Mythologie. Er ist der Sohn des Panthoos und der Phrontis oder der Pronome und Vater des Leokritos.
In derselben Nacht geboren wie Hektor, war Polydamas ein besonnener Ratgeber der Trojaner. Als Zeichendeuter empfahl er den Rückzug, nachdem er gesehen hatte, wie der Kampf zwischen einer Schlange und einem Adler ausgegangen war. Er riet selbst nach Hektors Tod noch zur Rückgabe der Helena. Aber auch als Kämpfer machte er sich einen Namen und tötete Prothoënor, den Bruder des Arkesilaos, sowie Otos, Mekisteus, Kleon und Eurymachos. Laut Dictys wurde er von Aias getötet, laut Quintus Smyrnaeus von diesem jedoch nur verwundet.
Der Asteroid (4348) Poulydamas ist nach Polydamas benannt.